# Simorcus okavango
Simorcus okavango Van Niekerk & Dippenaar-Schoeman, 2010 è un ragno appartenente alla famiglia Thomisidae.

## Etimologia
Il nome proprio deriva dalla zona del Botswana di reperimento dell'esemplare: il delta del fiume Okavango

## Caratteristiche
L'olotipo femminile rinvenuto ha lunghezza totale è di 11 mm; la lunghezza del cefalotorace è di 2 mm

## Distribuzione
La specie è stata reperita in Botswana: 30 km a nord di Lechwe Camp, nel Delta dell'Okavango

## Tassonomia
Al 2015 non sono note sottospecie e dal 2014 non sono stati esaminati nuovi esemplari.